# Caramoan
Caramoan is een gemeente in de Filipijnse provincie Camarines Sur op het eiland Luzon. Bij de laatste census in 2007 had de gemeente bijna 41 duizend inwoners.

## Geografie

### Bestuurlijke indeling
Caramoan is onderverdeeld in de volgende 49 barangays:
| - Agaas - Antolon - Bacgong - Bahay - Bikal - Binanuahan - Cabacongan - Cadong - Canatuan - Caputatan - Colongcogong - Daraga - Gata - Gibgos - Gogon - Guijalo - Hanopol | - Hanoy - Haponan - Ilawod - Ili-Centro - Lidong - Lubas - Malabog - Maligaya - Mampirao - Mandiclum - Maqueda - Minalaba - Oring - Oroc-Osoc - Pagolinan - Pandanan | - Paniman - Patag-Belen - Pili-Centro - Pili-Tabiguian - Poloan - Salvacion - San Roque - San Vicente - Santa Cruz - Solnopan - Tabgon - Tabiguian - Tabog - Tawog - Terogo - Toboan |

## Demografie
Caramoan had bij de census van 2007 een inwoneraantal van 40.810 mensen. Dit zijn 1.168 mensen (2,9%) meer dan bij de vorige census van 2000. De gemiddelde jaarlijkse groei komt daarmee uit op 0,40%, hetgeen lager is dan het landelijk jaarlijks gemiddelde over deze periode (2,04%). Vergeleken met de census van 1995 is het aantal mensen met 1.394 (3,5%) toegenomen.

De bevolkingsdichtheid van Caramoan was ten tijde van de laatste census, met 40.810 inwoners op 276 km², 147,9 mensen per km².